# Mbutu (Igunga)
Mbutu ist ein Verwaltungsbezirk (englisch Ward) des Distrikts Igunga in der tansanischen Region Tabora.

## Geografie
Mbutu ist ein ländlicher Bezirk im westlichen Teil des zentralen Hochlands von Tansania, etwa 5 Kilometer nördlich der Distrikthauptstadt Igunga.  Bei der Volkszählung 2022 lebten 22.005 Menschen in 2783 Haushalten auf einer Fläche von 392 Quadratkilometern.

Der Bezirk grenzt im Osten und im Südosten an die Region Singida und sonst an Bezirke des Distrikts Igunga:
| Mwamakona  | Mwamashimba                                 | Kining'inila |
|            | Kompassrose, die auf Nachbargemeinden zeigt | Ntwike       |
| Mwamashiga | Igunga                                      | Mgongo       |

## Gliederung
Der Bezirk besteht aus sechs Gemeinden (swahili Mtaa) mit 32 Orten (Kitongoji):
| Mbutu - Masanga - Misongomani - Madukani - Mwajoja - Mwakipoleja | Ganyawa - Ganyawa A - Ganyawa B - Mashariki A - Mashariki B - Mashariki C - Mabambasi | Bukama - Bukama - Mlimani - Isunda A - Isunda B - Isunda C - Witende | Mwanghalanga - Mwanghalanga A - Mwanghalanga B - Wigisijamatolo - Chibiso - Mtakuja | Mwabakima - Ingembensabo - Ishelui - Madukani - Matunduru - Mwabalimi | Ibutamisuzi - Kampuni - Kalango - Bombani - Majengo - Mabambasi |

## Infrastruktur
- Bildung: Die Mbutu Secondary School ist die einzige weiterführende Schule im Bezirk.[7] Sie ist eine staatliche Schule, die Tagesschüler bis zur 4. Stufe ausbildet.[8]
- Gesundheit: Im Bezirk liegt eine staatliche Apotheke.[9]